# دریاچه اونتو
دریاچه اونتو (به لاتین: Lake Onnetō) یک دریاچه طبیعی و منطقهٔ مسکونی در ژاپن است که در آشورو، هوکایدو واقع شده‌است.